# Голяев, Дмитрий Васильевич
Дмитрий Васильевич Голяев (1888—1965) — советский инженер и учёный, профессор МАИ.

## Биография
Родился в семье мещан 15 марта 1888 года в городе Балашов Саратовской губернии.
Окончил четыре класса городского училища, среднетехническое училище по механическому отделению и Донской политехнический институт (1908—1913).
С 1913 по 1924 год работал на Брянском машиностроительном заводе конструктором, затем заместителем начальника и начальником цеха.
В 1924 году переехал в Москву. С 1926 года на Автомобильном заводе имени Сталина: начальник цеха, затем зав. производственным отделом, главный инженер и технический директор. Руководил созданием на заводе дополнительных производственных мощностей под выпуск автомашин ЗиС-6. В 1929 году сопровождал И. А. Лихачёва в его поездке в Германию на заводы фирмы «Даймлер-Бенц».
За выдающиеся заслуги по реконструкции автозавода им. т. Сталина (бывший АМО) и по освоению производства автомобилей награждён орденом Ленина (11.05.1933).
С 1936 г. главный инженер в КБ Ильюшина
Главный инженер авиазавода № 39 (1938), затем — председатель технического Совета МАП. В 1939 году вступил в КПСС. За успешную работу в деле укрепления обороноспособности страны награждён орденом Красной Звезды (05.03.1939).
С 22 мая 1943 года — заместитель председателя Комитета стандартов при Совнаркоме СССР.
С 1940 года по совместительству преподавал и вёл научную работу в МАИ. Решением ВАК утверждён в учёном звании профессора по кафедре «Производство самолетов» (1947).
С 1950 года заведующий кафедрой 104 факультета «Авиационная техника».
Соавтор и главный редактор книг «Некоторые особенности решения точностных задач в самолетостроении», — М.: Оборонгиз, 1957; «Теоретические основы технологии и процессы изготовления деталей самолетов». — М.: Оборонгиз, 1960.
Умер в Москве в апреле 1965 года. Похоронен на Ваганьковском кладбище.